# シリル・ギマール

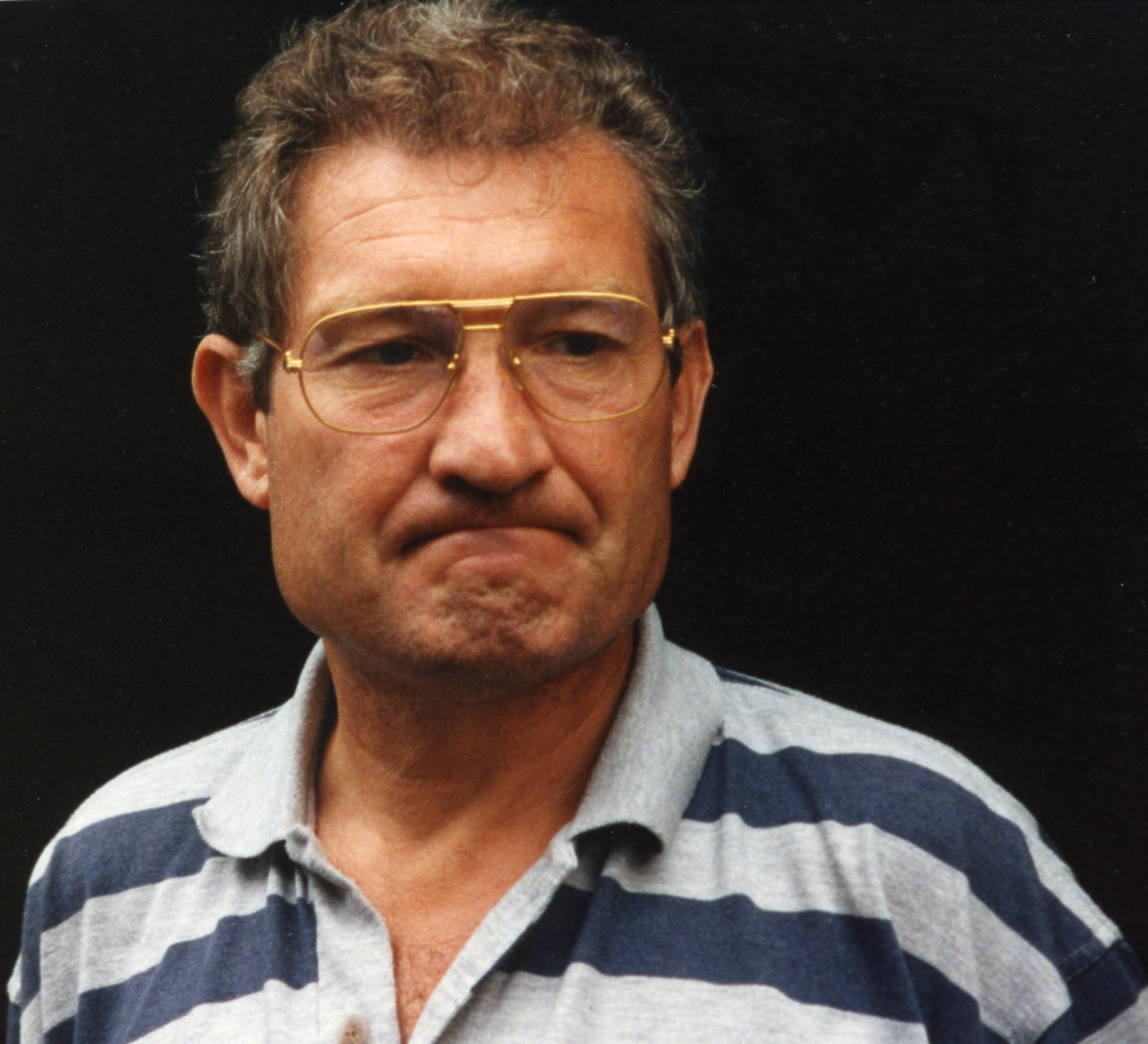
1993年

シリル・ギマール（Cyrille Guimard。1947年1月20日 - ）はフランス・ロワール＝アトランティック県ブゲネ出身の元自転車競技選手。
もっとも、チームディレクターとしての功績のほうが大きいとされる人物である。

## 経歴
選手時代のギマールは、1971年、1972年の世界自転車選手権において3位に入った他、1972年のツール・ド・フランスでは途中までエディ・メルクスとマイヨ・ジョーヌを競い合っていた（この大会の敢闘賞を受賞）。また同年のブエルタ・ア・エスパーニャにおいてはポイント賞も獲得した。これらの戦績を見る限り、一流という位置づけができる選手ではあった。しかし、これといって大きなタイトルを得ることができないまま、1976年に引退。翌1977年よりジタン・カンパーニョロチームの監督に就任する。一方、ギマールは現役時代、フランス国内選手権では、ロードレース（1967年。アマチュア）、トラックレースのスプリント（1970年）、シクロクロス（1976年）の3部門において優勝経験を持っている。つまり自転車競技の万能選手だったという形容もできるわけで、ひいてはその資質が指導者になってから生かされたといえよう。
ギマールの監督就任1年目にジタンチームに加入してきたのがベルナール・イノーであった。ギマールはイノーにリーダーとしての資質があることを見出し、1978年のブエルタ・ア・エスパーニャ、そしてツール・ド・フランスにおいて、当時まだ23歳だったイノーをチームリーダーに抜擢。その抜擢は見事に当たり、イノーは両レースともに総合優勝を果たす。
さらにイノーが膝の故障によりツールへの出場ができなくなった1983年には、イノーの助言も受けながら、当時22歳だったローラン・フィニョンをイノーの代役として出場させることを決意。フィニョンは第17ステージでマイヨ・ジョーヌを奪うと、その後、マイヨの重圧を跳ね返して見事総合優勝を果たした。
またギマールは、1979年のジュニア世界自転車選手権の個人ロードレースで優勝したアメリカ人のグレッグ・レモンの才能を見出し、1981年にルノー・ジタン（ジタン・カンパーニョロの後身チーム名）入りさせた。その後のレモンの活躍ぶりは承知の通りであろう。この他にも、最後のスーパープレスティージュ受賞に輝いたシャーリー・モテ、マルク・マディオらを輩出し、さらにコフィディスの監督を務めていた1997年にはランス・アームストロングが選手の一員として加わっていた。
一方、ギマールの強力なリーダーシップぶりに次第に嫌悪感を抱くようになった選手も少なくなかった。とりわけイノーは、1984年にレモンらを引き連れ、ラ・ヴィ・クレールチームを結成しついにギマールのもとから離れることに。一方、ギマールに恩義を感じていたフィニョンはそのままルノーに残り（ちなみにフィニョンはカストラマチーム時代までギマールのもとで選手生活を送った。）、1984年のツールでは、フィニョンVSイノー＆（レモン）という、まるでギマール一派の「代理戦争」の様相を呈したが、結果はフィニョンが圧勝した。しかし雪辱を期したイノーは自ら翌1985年のツールを制し、また1986年のツールではレモンがアメリカ人として初の総合優勝に輝いた。
しかしながら、チームディレクターとしてツール・ド・フランスで7回の総合優勝をもたらしたギマールの手腕は高く評価せねばなるまい。さらにロードレース不毛の地とさえ言われたスポーツ大国・アメリカにその目を向けたのは何といってもギマールが事実上最初である。その後のアメリカ人選手の活躍は、ギマールが先鞭をつけたといっても過言ではないだろう。